# Centură de ocolire (stradă)

Centura București CB (șosea)
A0 (autostradă)

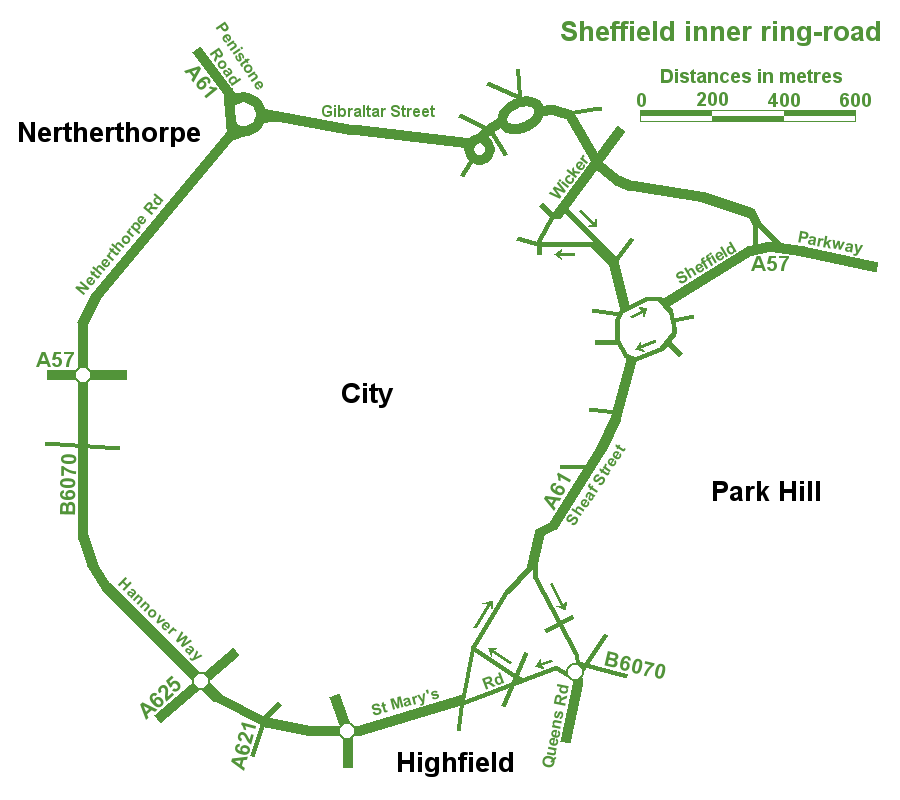
Centura de ocolire interioară a orașului Sheffield, Anglia.

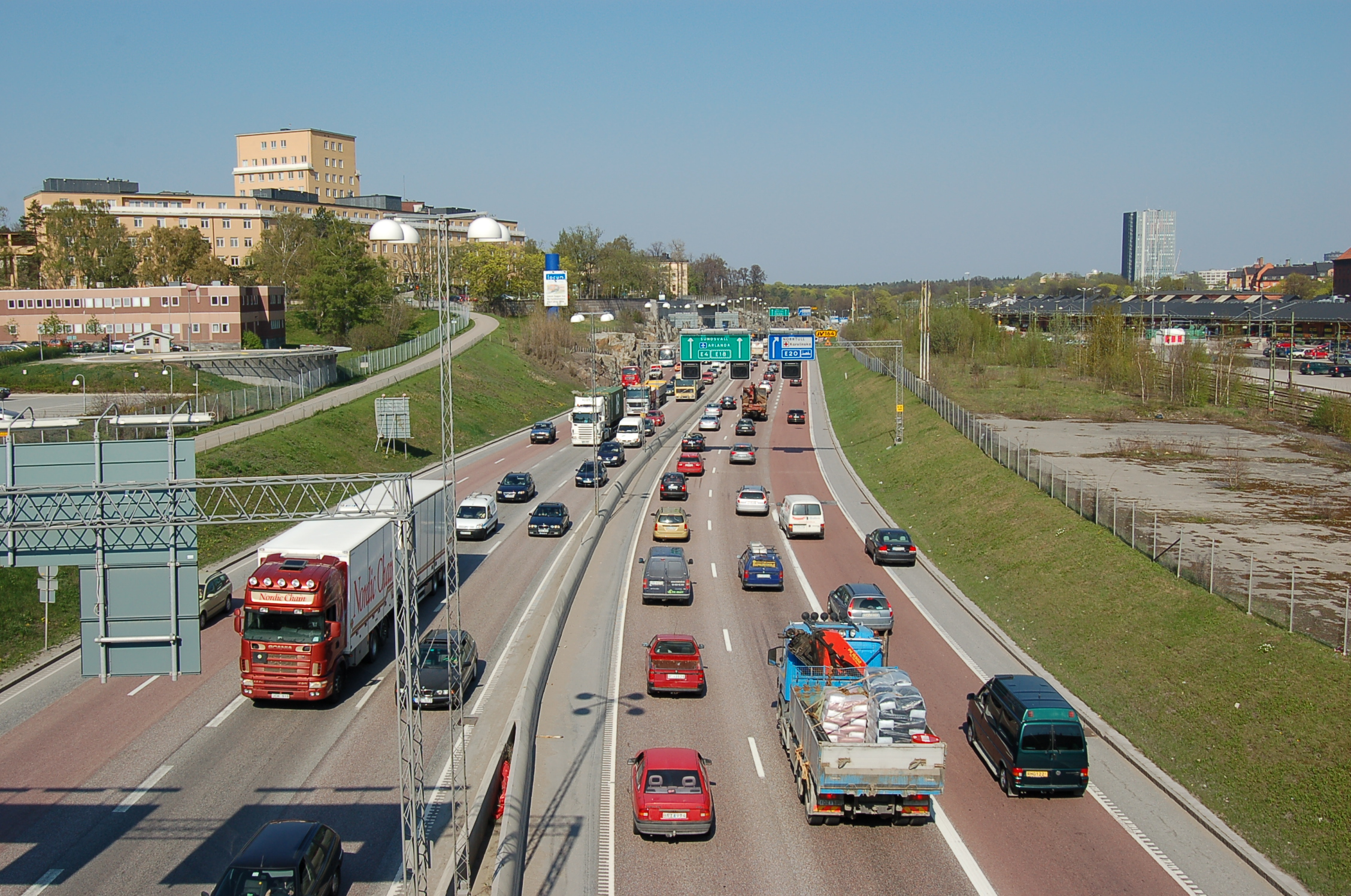
Porțiune din centura de ocolire a orașului Stockholm, Suedia

Centura de ocolire este un drum care ocolește o localitate. Este în general menționată ca un drum care rulează aproximativ ca un inel în jurul unui oraș sau centrul orașului și delimitează centrul vechiului oraș delimitându-l de  suburbiile sale. Extins, termenul se referă la alte inele exterioare din afara centrului mai modern al orașului.

## Generalități
Șoselele de centură se bazează, în general, pe zidurile medievale cu metereze, pe care multe orașe europene le-au folosit pentru a se proteja de atacurile inamice. Modelul a fost Viena, unde Ferdinand I, după primul asediu turcesc din 1529, a decis înlocuirea vechilor metereze cu bastioane, care au fost finalizate în 1672. Construcția șoselei de centură numită Ringstraße a finalizat legătura suburbiilor, care fusese încorporată în 1850, cu centrul vechi al orașului.

## Șosele de centură istorice
În secolul al 19-lea, șoselele de centură au fost adesea construite în locul fostelor fortificații ale orașului, care au devenit învechite din cauza procesului de creștere urbană a orașului și au fost considerate un obstacol în calea traficului.
Cele mai renumite inele rutiere de acest tip sunt situate în:
| Oraș           | Numele străzii                                |
| -------------- | --------------------------------------------- |
| Amsterdam      | Rijksweg 10                                   |
| Braunschweig   | Centura orașului                              |
| București      | Centura orașului                              |
| Budapesta      | Nagykörút                                     |
| Erfurt         | Stadtring                                     |
| Köln           | Ringe                                         |
| Leipzig        | Innenstadtring                                |
| Moscova        | Inelul Bulevard și Centura Grădinei           |
| München        | Altstadtring                                  |
| Paris          | Grands Boulevards                             |
| Recklinghausen | Wallring                                      |
| Timișoara      | Bulevardul Tinereții și Bulevardul Revoluției |
| Viena          | Ringstraße                                    |

## Autostrăzi centură și alte centuri exterioare
O variantă mai modernă a șoselei de centură este autostrada de centură, care închide un oraș sau o aglomerare urbană pe o rază mai mare. Printre altele, sunt cunoscute următoarele:
- Berlin, Germania – Bundesautobahn 10 (Germania) – ////
- Dortmund, Germania (Autobahnring) – Bundesautobahn 1 (Germania) – /////
- Köln, Germania (Autobahnring) – Bundesautobahn 1 (Germania) – /////
- Londra, Marea Britanie (London Orbital) –
- Moscova, Rusia (MKAD /în rusă Московская кольцевая автомобильная дорога, transliterat: Moskovskaia kolțevaia avtomobilnaia doroga și rusă Хордовое кольцо Москвы, transliterat: Hordovoe kolțo Moskvî) – /
- Paris, Franța – Boulevard périphérique
- Praga, Cehia – Autostrada de centură D0 – ///
- Roma, Italia – Autostrada A90 – [2] /
- Viena, Austria –
  - Außenring Autobahn A21 – /
  - Außenring Schnellstraße S1 – //

## Inele rutiere insulare
O șosea de centură deosebită este cea compusă din drumurile înconjurătoare ale insulelor, de exemplu șoseaua de centură (în islandeză Hringvegur), drumul principal de transport în Islanda, cu o lungime totală de 1339 km. Se desfășoară în jurul părții principale a insulei, omițând fiordurile din vest. Interiorul insulei este foarte slab populat.

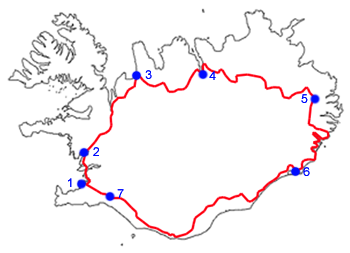
Hringvegur pe Islanda
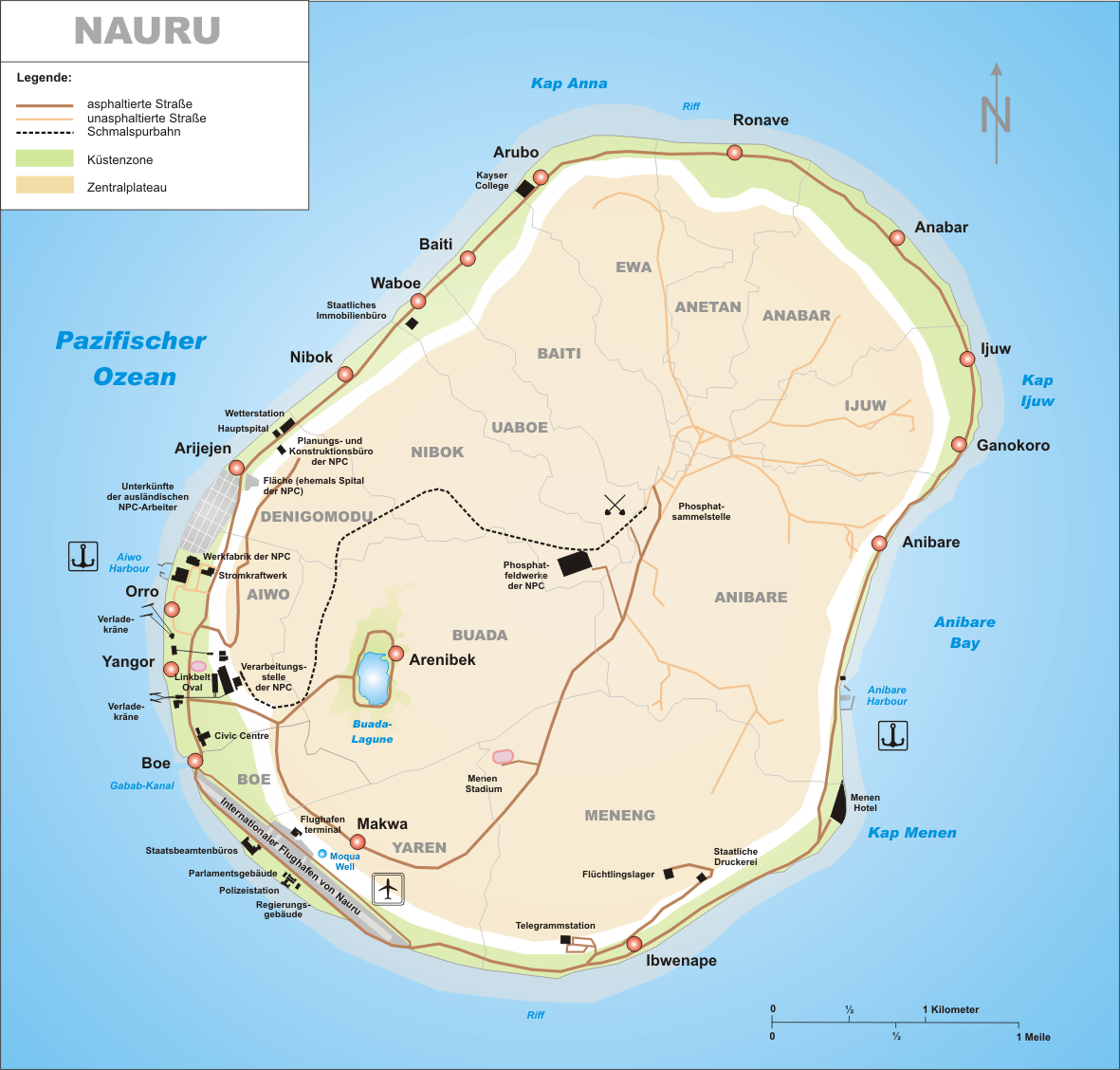
Centură rutieră în Nauru
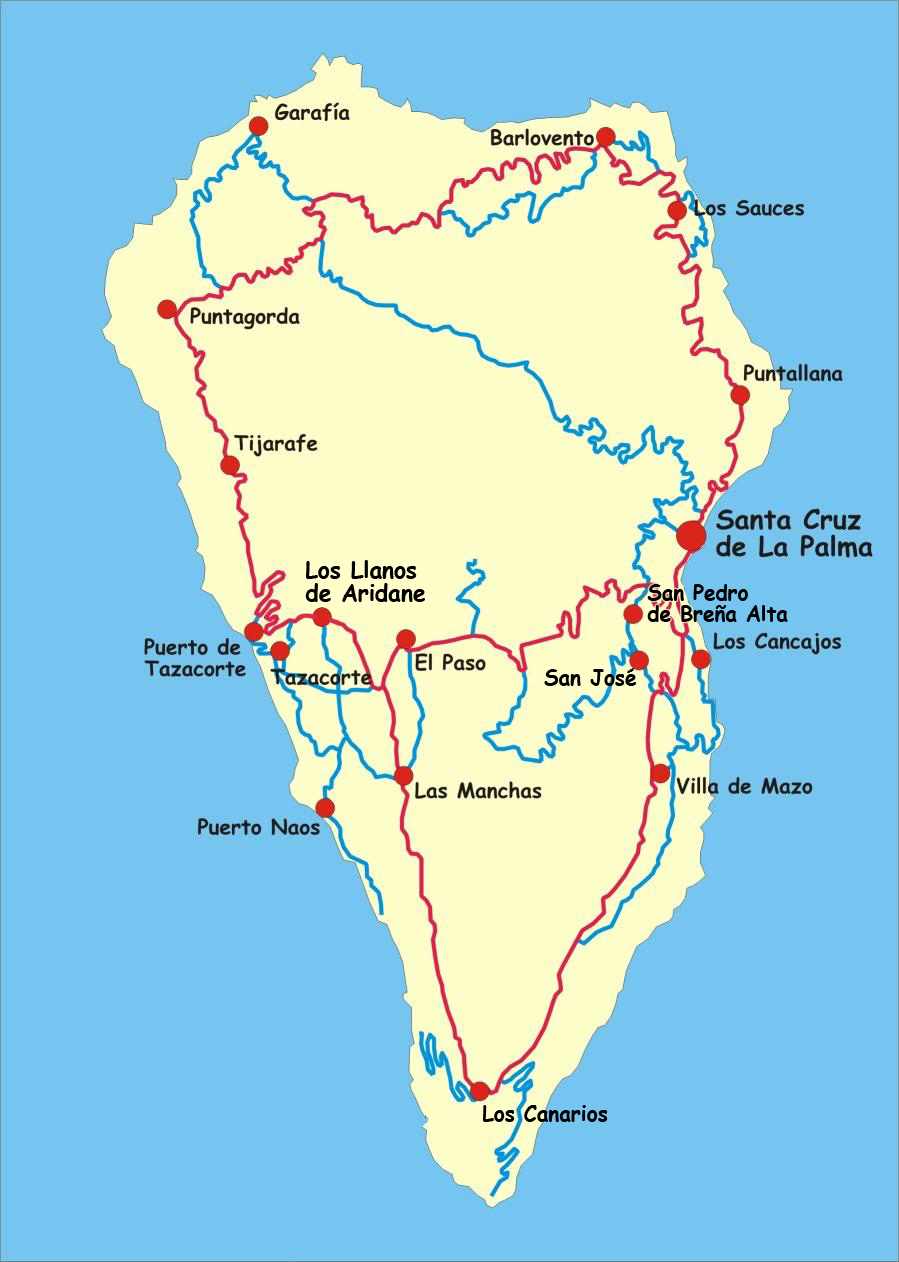
Centura în La Palma
Centură rutieră în Australia

Deși Australia este considerată geografic un continent și nu o insulă, National Highway 1 (  ) este o șosea de centură cu o lungime de 16 007 km.